# تمارا بولياكوفا
تمارا بولياكوفا (بالإنجليزية: Tamara Polyakova)‏ هي دراج أوكرانية سابقة.

## سجل النتائج

### سباقات أو مراحل فازت بها
- بطولة العالم لسباق الدراجات على الطريق

## الميداليات
| الميدالية | المسابقة                                    |
| --------- | ------------------------------------------- |
| ذهبية     | بطولة العالم لسباق الدراجات على الطريق 1987 |
| ذهبية     | بطولة العالم لسباق الدراجات على الطريق 1989 |
| فضية      | بطولة العالم للدراجات على المضمار 1981      |

## روابط خارجية
- تمارا بولياكوفا على موقع أرشيف الدراجات (الإنجليزية)
- تمارا بولياكوفا على موقع إحصائيات الدراجات الإحترافية (الإنجليزية)